# Орден Звезды итальянской солидарности
Орден Звезды итальянской солидарности (итал. Ordine della Stella della Solidarietà Italiana) — государственная награда Итальянской Республики, вручавшаяся с 1947 по 2011 год.

## История
Статус орден был учреждён декретом № 703 от 27 января 1947 года и реформирован декретом № 812 от 9 марта 1947 года. Предназначался для награждения иностранцев и итальянцев, проживающих за рубежом, за вклад в реконструкцию Италии после Второй мировой войны.
Декретом Президента Италии № 385 от 21 сентября 2001 года были введены новые знаки ордена.
Орден был упразднён декретом № 13 от 3 февраля 2011 года, вместо него по статусу была введена новая награда — орден Звезды Италии.

## Статут ордена
Орден присуждался гражданам Италии, проживающим за рубежом, и иностранцам, за особые заслуги в развитии дружественных отношений и сотрудничества между Италией и другими странами и за развитие связей с Италией.
Награду присуждал Президент Италии по предложению министра иностранных дел, после консультаций с Советом ордена. Совет ордена состоит из 4 членов, под председательством министра иностранных дел.

## Степени ордена
Орден Звезды итальянской солидарности делился на три класса:

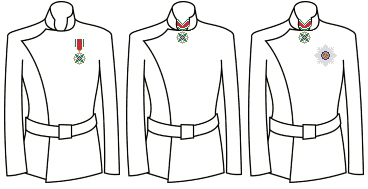
Правила ношения знаков ордена (2001—2011)

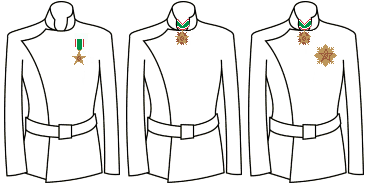
Правила ношения знаков ордена (1947—2001)

| Орденские планки (1947—2001) | Орденские планки (2001—2011) | Степень        | Оригинальное название                                                |
| ---------------------------- | ---------------------------- | -------------- | -------------------------------------------------------------------- |
|                              |                              | Великий офицер | Grande Ufficiale dell’Ordine della Stella della solidarietà italiana |
|                              |                              | Командор       | Commendatore dell’Ordine della Stella della solidarietà italiana     |
|                              |                              | Кавалер        | Cavaliere dell’Ordine della Stella della solidarietà italiana        |

## Российские кавалеры ордена
- Великими офицерами ордена являются режиссёр и актёр Юрий Петрович Любимов[1], посол Константин Васильевич Тоцкий[2].
- Командором ордена является писатель Евгений Михайлович Солонович, удостоенный награды за свои переводы итальянской поэзии[3].